# Monte Nyangani
Il Monte Nyangani è una montagna dello Zimbabwe. Con la sua altitudine di 2592 metri s.l.m., rappresenta il punto più elevato del territorio di Zimbabwe. La media di altitudine è di circa 1750 m.s.l. e si estende nella regione (anche chiamata provincia) del Manicaland vicino ai confini dello stato. La fauna e la flora non sono molto diverse da quelle caratteristiche della regione. Solo la parte più alta presenta caratteristiche strettamente rocciose mentre il resto è formato da degli altopiani verdeggianti. Nonostante il clima dello Zimbabwe, di tipo tropicale, è presente molta umidità e le temperature sono più basse a causa dei forti venti che colpiscono la vetta.

## Geologia
La montagna è composta da un davanzale superiore di dolerite e arenaria, con la dolerite più dura che forma scogliere e creste. Il davanzale di dolerite ei sedimenti sottostanti fanno probabilmente parte del gruppo Umkondo. Il davanzale della dolerite del gruppo Umkondo a nord di Nyangani, sulla strada Kwaraguza, è stato datato 1099 a.C., la montagna nasconde ancora molte insidie, non scoperte perché sconosciuta.